# Trafikdatalagring
Trafikdatalagring menar inom telekommunikation lagring av tele- och datakontakter trafikdata, ibland benämnt som trafikuppgifter. 
Inom telefoni används den mer specifika benämningen Call Detail Record (CDR) och beträffande e-post och internetanvändning Internet Protocol Detail Record (IPDR)
Det huvudsakliga syftet med trafikdatalagring är trafikanalys och övervakning. Genom att analysera trafikdata kan myndigheter identifiera var en person finns, en persons bekantskap och medlemskap i en grupp. Sådana aktiviteter kan vara lagliga eller olagliga beroende på lagstiftningen i respektive land.
Kommersiell trafikdatalagring omfattar vanligtvis transaktioner och vilka hemsidor man besökt.
Trafikdatalagring som ska användas av myndigheter kan genomföras på åtminstone två sätt, antingen genom lagring hos en statlig myndighet i en central databas eller hos teleoperatörerna varvid trafikdata på begäran utlämnas i begränsad omfattning till myndigheter. 

## Europeiska unionen
Datalagringsdirektivet är ett på unionsnivå antaget direktiv som trädde i kraft den 15 mars 2006, och som skulle varit transponerat i medlemsstaternas lagstiftning senast den 15 september 2007. Direktivets åsyftade verkansområde är konsumentskydd och telekommunikationer, men det utgör också en reaktion på inträffade terrordåd i Europa.
Direktivets implementering medförde en skyldighet för telefoni- och internetleverantörer att lagra abonnentinformation i minst sex månader, men högst två år. De telefonidata ska sparas, som är nödvändiga för att visa varifrån, när och till vem en person ringer. Även information om vem som skickar SMS till vem och när detta sker lagras. De internetdata som ska sparas är vilken IP-adress varje abonnent haft vid varje given tidpunkt. Tillhandahållare av e-posttjänster skall också lagra uppgifter om bl.a. avsändare och mottagare av ett e-postmeddelande.
Den 8 april 2014 förklarade EU-domstolen direktivet ogiltigt.

### Sverige
I Sverige sker trafikdatalagring beträffande gränsöverskridande kommunikation redan i en central databas, Trafikdatabasen Titan hos Försvarets Radioanstalt. Det finns även ett förslag om att genomföra EG:s direktiv (2006/24/EG) om lagring av trafikuppgifter (Datalagringsdirektivet) i svensk rätt.